# 가미사카이와촌
가미사카이와촌(上坂井輪村)은 니가타현 니시칸바라군에 설치되었던 촌이다.

## 연혁
- 1901년 11월 1일 - 니시칸바라군 시카사카이와촌, 신가이촌, 신도오리촌(일부)과 합병해 사카이와촌이 되어 소멸하였다.